# ウッドワン
株式会社ウッドワン（英: WOOD ONE Co., Ltd）は、広島県廿日市市に本社を置く木質建材メーカーである。東証スタンダード上場企業。

## 概要
本社と本社工場は廿日市市木材港南にあり、愛知県豊橋市と蒲郡市にもそれぞれ工場がある。物流センターは廿日市市・豊橋市・坂東市にある。ニュージーランド、フィリピン、中国（上海）にも工場を展開し、ローコスト運営でパナソニックやLIXILなどに対抗する大手建材メーカーとしての地位を確立している。
2002年10月に株式会社住建産業より社名変更した。1990年にニュージーランドの国有林の経営権を取得し、2012年にはこの資産の一部を住友商事の子会社に譲渡したものの、原木供給契約を受け、原木のほぼ全量を自社林等から供給できるのが強み。環境に配慮した経営も注目されている。

## 歴史
- 1935年 - 広島県佐伯郡吉和村にて木材業を創業。
- 1952年 - 有限会社中本林業を設立。
- 1960年 - 株式会社に組織変更。
- 1969年 - 株式会社住建産業に社名変更。
- 1974年 - グループ5社が合併し、新組織の株式会社住建産業として発足。
- 1978年 - 大阪証券取引所2部、広島証券取引所上場。
- 1979年 - 東京証券取引所2部上場。
- 1987年 - 東京証券取引所、大阪証券取引所各1部指定替え。
- 1995年 - 住建美術館（現在のウッドワン美術館）設立。
- 2002年 - 株式会社ウッドワンに社名変更。
- 2006年 - TOBにより株式会社ベルテクノを子会社化。
- 2008年 - ベルテクノを会社分割し、住宅設備分野（現在の株式会社ベルキッチン）以外の事業を売却。
- 2017年 - 第38回「2017日本BtoB広告賞」製品カタログ＜単品＞の部にて銀賞を受賞[5]

## 主な商品
- 建具
  - ピノアース
  - ソフトアート
  - グランステージ
- 床材
  - 無垢フローリングピノアース
  - コンビットソリッド
  - コンビットワンダー
  - コンビットグラードプラス
- キッチン
  - su:iji（スイージー）
- 洗面化粧台
  - 無垢の木の洗面台

## スポンサー
- スポンサードしていたサンフレッチェ広島が、1994年のJリーグ1stステージで優勝した時、「背中のスポンサーの“JUKEN（ジューケン）”は、どの様な企業なのか」と週刊誌やテレビで話題になった。背中スポンサーは2002年まで継続し、サンフレッチェがJ2に降格した2003年にスポンサーから撤退した[6]。
- 2003年と2004年に全日本GT選手権のトヨタ・チームトムス、2006年から2008年までSUPER GTのKONDO Racingのメインスポンサーをそれぞれ務めた。

### 提供スポンサー
- イマナマ!（水・金 - Nスタ内第1部・ローカルセールス枠）（2020年1月6日 - ）
- 進め!スポーツ元気丸（1993年4月 - ）
- TSSライク!（月 - 18時台ローカル差し替え枠）（夕方時代としては2015年度 - ）
- みみよりライブ 5up!（火 - 17時台、木 - 18時台）（2017年10月 - ）
- 渡辺篤史の建もの探訪（瀬戸内海放送：土曜 10:25 - 10:50）
- 朝だ!生です旅サラダ（ナショナルスポンサー：2020年度 - ）
- 大改造!!劇的ビフォーアフター→人生で大事なことは○○から学んだ→ポツンと一軒家（朝日放送・テレビ朝日系）